# Tesla Bot
Tesla Bot（テスラボット）は、テスラ社（CEO:イーロン・マスク）が開発を進める二足歩行ロボット。2022年9月30日にはOptimus（オプティマス、ラテン語で「最良」の意）と呼ばれる試作品が公開された。

## 概説
テスラは2021年8月に「AI Day」を開催し、スーパーコンピュータ「Dojo」のD1チップ、そして人型ロボット「Tesla Bot」の2つを発表した。2022年に完成予定としている。
制作目的はイーロン・マスク曰く「ロボットが我々の日常生活から、危険で反復的な退屈な仕事をなくす」こと。
加えて、「本質的に将来、肉体労働は選択肢のひとつになる」と主張し、「私たちの経済は基本的に労働力で成り立っているため、ロボットを単純労働に使用すれば（そして人間が頭脳労働に専念すれば）、無限の成長が可能になる」とのこと。
ソフトバンクのビジネスイベント「SoftBank World 2021」においても基調講演でグループ会長兼社長の孫正義氏が本機を念頭にスマートロボットへの本格的投資計画を発表した。

## Dojo
"Dojo "は2022年に稼働を開始しTesla Botのトレーニングを行う。7ナノメートルの製造プロセスで作られ、362テラフロップス（0.362ペタフロップス）の処理能力を所有している。これは日本のスーパーコンピュータ「富岳」（442ペタフロップス）の1000分の1以下だが、世界中で得られたビッグデータを利用することができ、計算リソース全てを1つのプロジェクトに投入できない「富岳」に比べてこちらは可能である。

## 性能
8台のオートパイロットカメラやFSDコンピュータなどテスラ車の技術を統合しており、「顔」に相当する部分にはヘッドマウントスクリーンや40個の電気機械式アクチュエーターを搭載し、人間のように動き、ディスプレイに情報を表示することができる予定。
身長5フィート8インチ（1.73m）、体重125ポンド（56.7kg）というスペックを持っていて、45ポンド（20.4kg）までの荷物を運ぶことができ、150ポンド（68kg）までのデッドリフトが可能で、時速5マイル（8km）までの速度で歩いたり走ったりすることが可能。
さらにイーロン・マスクはツイッター上で人間と同等、もしくは超越する知能を持つAIである汎用人工知能 (AGI) を利用する可能性を示唆している。